# ملون وارثن-ستاري

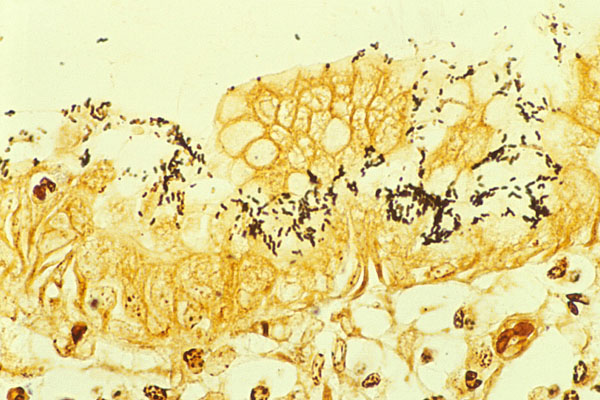
مُستعمرة من الملوية البوابية على سطح الظهارة المُتجددة، وهي مصبوغة بملون وارثن-ستاري

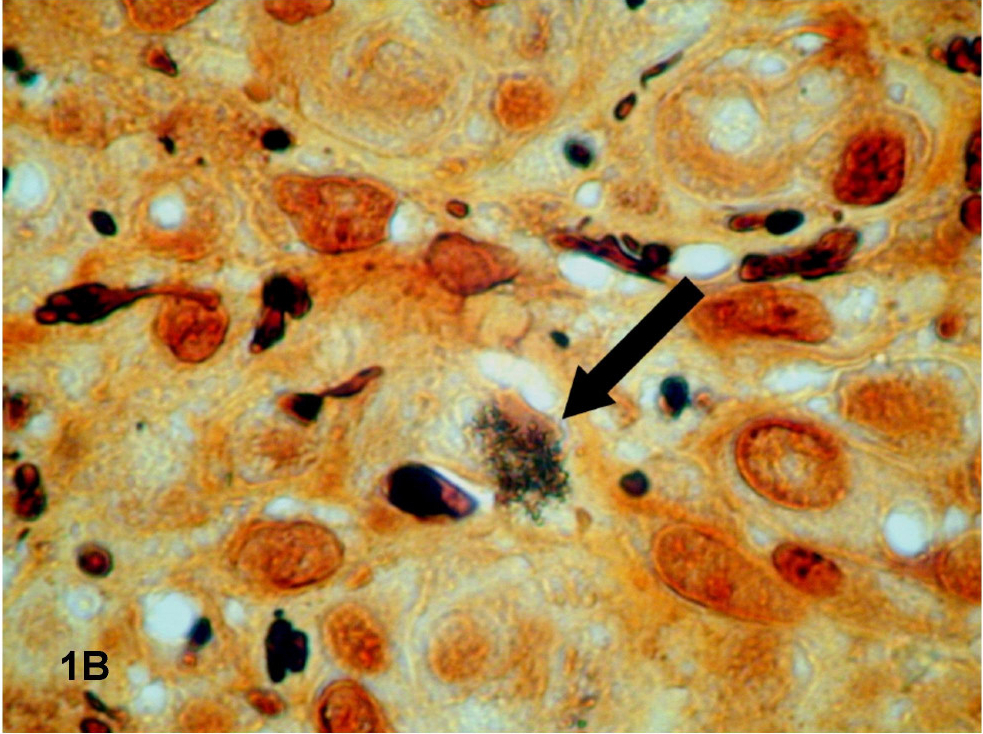
مجموعات من البكتيريا (عند السهم) تظهر في ملون وارثن-ستاري

ملون وارثن-ستاري أو صباغ ورثين-ستاري (بالإنجليزية: Warthin–Starry stain)‏ وتُدعى اختصاراً WS، هو أسلوب صَبغ مُعتمد على نترات الفضة (ملون فضي) يُستخدم في علم الأنسجة. تَم استعماله للمرة الأولى في عام 1920 بهدف الكَشف عن البكتيريا الملتوية مِن قبل عُلماء الأمراض الأمريكيين ألدريد سكوت وارثين (1866-1931) وَألين كرونيستر ستاري (1890-1973). يُعتبر ملون وارثن-ستاري أفضل مُلون للكشف عن البكيتريا الملتوية، ويُستخدم أيضاً في صَبغ الملوية البوابية وَالبويغيات وَالجسيمات المُعلقة، كما أنهُ مُهم لتأكيد وجود البرتونيلة الهنسيلية المُسببة لمرض خدش القطة.
يَصبغ مُلون وارثن-ستاري الجُسيمات باللون البُني الداكن إلى الأسود، والخَلفية تَكون باللون الذهبي البني الفاتح/الذهبي الأصفر.

## روابط خارجية
- Warthin and Starry method على قاموس من سمى هذا؟